# Разак Абалора
Разак Абалора (англ. Razak Abalora, нар. 4 вересня 1996, Аккра) — ганський футболіст, воротар албанського клубу АФ Ельбасані. 
Виступав, зокрема, за клуби ВАФА та «Азам», а також національну збірну Гани.
Чемпіон Молдови. Володар Кубка Молдови.

## Клубна кар'єра
Народився 4 вересня 1996 року в місті Аккра. Вихованець футбольної школи клубу «Феєнорд Екедемі».
У дорослому футболі дебютував 2013 року виступами за команду ВАФА, в якій провів чотири сезони, взявши участь у 24 матчах чемпіонату. 
Своєю грою за цю команду привернув увагу представників тренерського штабу клубу «Азам», до складу якого приєднався 2017 року. Відіграв за команду з Дар-ес-Салама наступні три сезони своєї ігрової кар'єри. Більшість часу, проведеного у складі «Азама», був основним голкіпером команди.
Протягом 2020—2021 років захищав кольори клубу «Асанте Котоко».
До складу клубу «Шериф» приєднався 2022 року. Станом на 29 квітня 2022 року відіграв за тираспольський клуб 15 матчів в національному чемпіонаті.

## Виступи за збірну
У 2020 році дебютував в офіційних матчах у складі національної збірної Гани.
| Дата       | Місто        | Господарі | Результат | Гості               | Турнір                                  | Голи | Примітки |
| ---------- | ------------ | --------- | --------- | ------------------- | --------------------------------------- | ---- | -------- |
| 12-10-2020 | Аксу         | Гана      | 5 – 1     | Катар               | товариський матч                        | -1   |          |
| 25-3-2021  | Йоганнесбург | ПАР       | 1 – 1     | Гана                | Відбір до Кубка африканських націй 2021 | -1   |          |
| 28-3-2021  | Кейп-Кост    | Гана      | 3 – 1     | Сан-Томе і Принсіпі | Відбір до Кубка африканських націй 2021 | -1   |          |
| 8-6-2021   | Рабат        | Марокко   | 1 – 0     | Гана                | товариський матч                        | -1   |          |
| Усього     |              | Матчів    | 4         |                     | Голів                                   | -4   |          |

## Титули і досягнення
- Чемпіон Молдови (2):

«Шериф»: 2021-22, 2022-23
- Володар Кубка Молдови (2):

«Шериф»: 2021-22, 2022-23